# 더 클랜시 브라더스
더 클랜시 브라더스(The Clancy Brothers)는 1956년부터 1998년까지 아일랜드와 미국에서 활동한 포크 음악 그룹이다.(아래 본문 내용 참조.) 공식 명칭은 더 클랜시 브라더스 앤드 토미 메이컴(The Clancy Brothers and Tommy Makem), 더 클랜시 브라더스 앤드 로비 오코늘(The Clancy Brothers and Robbie O'Connell)처럼, 성이 클랜시(Clancy)가 아닌 구성원의 이름은 따로 뒤에 붙인다.

## 구성원
| 이름        | 소개 |
| ----------- | --- |
| 패디 클랜시 | - 본명 : 패트릭 클랜시 - 출생일 : 1922년 3월 7일 - 사망일 : 1998년 11월 11일 - 출생지 : 아일랜드 카운티 티퍼러리 캐릭-온-수어 - 포지션 : 리더, 보컬, 하모니카, 댄서 - 활동 기간 : 1956~1998                 |
| 톰 클랜시   | - 본명 : 토머스 클랜시 - 출생일 : 1924년 10월 29일 - 사망일 : 1990년 11월 3일 - 출생지 : 아일랜드 카운티 티퍼러리 캐릭-온-수어 - 포지션 : 보컬, 하모니카(라이브만), 댄서 - 활동 기간 : 1956~1990            |
| 리엄 클랜시 | - 본명 : 윌리엄 클랜시 - 출생일 : 1935년 9월 2일 - 사망일 : 2009년 12월 4일 - 출생지 : 아일랜드 카운티 티퍼러리 캐릭-온-수어 - 포지션 : 보컬, 기타, 콘서티나 - 활동 기간 : 1956~1974, 1984~1985, 1990~1996  |
| 토미 메이컴 | - 본명: 토머스 메이컴 - 출생일 : 1932년 11월 4일 - 사망일 : 2007년 8월 1일 - 출생지 : 북아일랜드 카운티 아마 케디 - 포지션 : 보컬, 틴 휘슬, 밴조, 드럼 - 활동 기간 : 1956~1969, 1984~1985                   |
| 보비 클랜시 | - 본명 : 로버트 클랜시 - 출생일 : 1927년 5월 14일 - 사망일 : 2002년 9월 6일 - 출생지 : 아일랜드 카운티 티퍼러리 캐릭-온-수어 - 포지션 : 보컬, 기타, 밴조, 하모니카, 보란 - 활동 기간 : 1969~1971, 1977~1998 |
| 루이스 킬런 | - 본명 : 루이스 킬런 - 출생일 : 1934년 - 출생지 : 잉글랜드 - 포지션 : 보컬, 밴조, 콘서티나, 틴 휘슬, 스푼 - 활동 기간 : 1971~1974                                                                           |
| 로비 오코늘 | - 본명 : 로버트 오코늘 - 출생일 : 1952년 - 출생지 : 아일랜드 카운티 워터퍼드 - 포지션 : 보컬, 기타 - 활동 기간 : 1977~1996                                                                                  |

## 영향력
현대 포크 음악 역사에서 가장 중요한 그룹이다. 미국과 아일랜드, 스코틀랜드의 포크 음악 리바이벌의 신호탄은 더 클랜시 브라더스라고 할 수 있다. 물론 포크 음악 리바이벌은 더 클랜시 브라더스 이전에도 시작되고 있었으며 피트 시거를 포함한 많은 가수와 작곡가들이 주도하였다. 그러나 더 클랜시 브라더스가 등장함으로써 본격적으로 미국과 켈트 국가의 포크 리바이벌이 화려하게 이루어질 수 있었다. 따라서 더 클랜시 브라더스의 역할은 전체 포크 음악계에서 매우 중요하며, 이후 등장한 많은 포크 가수들에게 영향을 주었다.

### 미국 포크 음악에의 영향
미국의 대표적인 포크 가수인 밥 딜런(Bob Dylon, 1941~)과 존 바에즈(1941~) 등등이 모두 더 클랜시 브라더스로부터 영향을 받아 음악계에 등장하였으며, 이들이 다시 이후 등장한 주디 콜린스, 피터, 폴 앤 메리 등등 다른 미국 포크 가수들에게 영향을 주었다. 이런 미국의 포크 음악은 한국의 통기타 포크 음악에도 영향을 주었다. 김민기, 양희은, 김광석, 안치환, 김C, 최근 데뷔한 아이유 등은 미국 포크 음악으로부터 영향을 받았다.

### 아일랜드 포크 음악에의 영향
이들의 활동은 본토인 아일랜드의 포크 음악 리바이벌에도 결정적으로 기여하였다. 더 클랜시 브라더스는 많은 아일랜드 곡들을 현대적 감각에 맞게 되살려내는 데 앞장섰다. 아일랜드 포크 그룹인 더 더블리너스, 디 아이리시 로버스(The Irish Rovers), 더 퓨리스(The Fureys), 더블린 시티 램블러스(Dublin City Ramblers), 더 발리콘(The Barleycorn) 등이 뒤를 이어 등장하게 되었다.

### 밥 딜런과의 관계
밥 딜런은 더 클랜시 브라더스로부터 엄청난 영향을 받았는데, 예를 들면 밥 딜런이 지은 곡들 가운데 'Ramblin' Gamblin' Willie'는 아일랜드 고전 포크송 브레넌 온 더 모어를, 'Restless Farewell'은 파팅 글래스를, 'Farewell'은 잉글랜드 고전 포크송 리빙 어브 리버풀을, 'Pretty Peggy-O'는 스코틀랜드 고전 포크송 메이드 어브 파이프-이-오(Maid of Fife-E-O)를 패러디한 곡이다. 또, 'With God on Our Side'는 현대 포크송인 패트리엇 게임(Patriot Game)을 패러디한 곡인데, 이 곡을 지은 도미니크 비언(Dominic Behan)의 허락 없이 썼다고 하여 표절 논란에 휘말리기도 했다.

### 더 코리스와의 관계
더 코리스와도 친분이 있다. 더 코리스는 스코틀랜드 그룹이긴 하지만 멤버 두 명 모두 장로교인이 아니고, 대부분의 곡들이 아일랜드인들도 공감할 수 있는 반영적 내용을 담고 있기 때문이다. 1985년에 로이 윌리엄슨과 로니 브라운 모두 <The Corries and Other Folk>라는 STV 방송국 프로그램의 MC이며 출연자였다. 당시 더 클랜시 브라더스는 1기 체제로 복귀하여 리유니언 투어를 진행하고 있었는데, 이 프로그램에 게스트로 출연해 몇 곡을 공연했을 뿐만 아니라 더 코리스 멤버들과 토론을 하기도 했다.

## 악기
소괄호 안에 든 악기는 클랜시 브라더스 그룹 멤버로서는 다루지 않는다는 뜻이고(솔로 활동할 때, 메이컴 앤드 클랜시로 활동할 때, 리유니언 투어 때에만 다루었다는 뜻) 중괄호 안에 든 악기는 드물게 다룬다는 뜻이다.

패디 클랜시-보컬, 하모니카, {보란}

톰 클랜시-보컬, {하모니카}

리엄 클랜시-보컬, 기타, 콘서티나, (보란)

토미 메이컴-보컬, 밴조, 틴 휘슬, {드럼}, (기타, 보란, 피콜로, 백파이프)

보비 클랜시-보컬, 밴조, 하모니카, 보란, {기타}

루이스 킬런-보컬, 밴조, 틴 휘슬, 콘서티나, 스푼, {기타}

로비 오코늘-보컬, 기타, (만돌린)

## 기록
- 2개 나라 국가(아일랜드, 스코틀랜드)를 불렀다. 아일랜드 국가는 1966년 앨범 <The Irish Uprising>, 스코틀랜드 국가는 1995년 앨범 <Older But no Wiser>에 수록되어 있다.
- 토미 메이컴과 루이스 킬런이 영국인이기 때문에 다국적 음악 그룹이다.

## 역사

### 데뷔 전
패디, 톰, 보비, 리엄 클랜시는 모두 한 형제로, 아일랜드 카운티 티퍼러리의 캐릭-온-수어에서 태어났다. 패디 클랜시는 1922년, 톰은 1924년, 보비는 1927년, 리엄은 1935년에 태어났다. 토미 메이컴은 북아일랜드 카운티 아마의 키디에서 1932년에 태어났다. 패디와 톰 클랜시는 IRA에 가입하여 활동하기도 했으며, 제 2차 세계 대전에 참전하였다. 종전 후 패디와 톰 클랜시는 1947년 캐나다로 넘어왔고, 1949년 다시 미국으로 건너왔다. 오하이오주의 클리블랜드에서 거주하던 패디와 톰 형제는 영화배우로 활동하기 위해 할리우드로 가려 했으나, 도중에 차가 고장나는 바람에 할리우드가 아닌 브로드웨이행을 택하게 되었다. 1951년에 뉴욕의 그리니치 빌리지로 넘어온 패디와 톰 형제는 브로드웨이에서 영화배우로 얼마 동안 활동했다. 이 무렵 셋째 보비 클랜시가 잠시 뉴욕으로 넘어왔는데, 이 때 비공식적으로 패디, 톰, 보비 클랜시가 함께 잠깐 동안 비공식 3인조 그룹을 만들어 활동했다. 이 때 부른 곡들은 어려서부터 세 형제가 알고 있던 아일랜드 고전 포크송들이었다. 1955년에 보비 클랜시는 고향인 아일랜드의 캐릭-온-수어로 돌아갔고, 막내 리엄 클랜시가 형들처럼 영화배우로 활동하기 위해 이듬해 1956년 1월에 뉴욕으로 넘어왔다. 토미 메이컴은 1955년 12월에 미국으로 넘어왔는데, 아일랜드에 거주할 때부터 리엄 클랜시를 알고 있었다. 토미 메이컴 역시 영화배우로 활동하려고 미국으로 넘어왔다.

### 초기 활동
토미 메이컴은 미국으로 넘어와 뉴햄프셔주의 도버에 자리잡았다. 토미 메이컴은 거기에서 제분소 일을 하던 도중 2톤짜리 철제 인쇄 프레스에 손이 깔렸고, 이 사고를 계기로 클랜시 형제들과 함께 가수로 활동하기로 마음먹었다. 토미 메이컴은 패디 클랜시에게 함께 음악 활동을 할 것을 제안하였다. 마침 패디 클랜시는 트래디션 레코즈(Tradtion Records)라는 음반 회사를 차려 놓았다. 1956년에 패디, 톰, 리엄 클랜시와 토미 메이컴은 1집인 <Rising of the Moon>이라는 앨범을 내놓았다. 이 앨범은 사실상 무반주였다. 패디 클랜시의 하모니카만이 유일한 악기였다. 이 앨범은 1798년에 아일랜드에서 잉글랜드 정부에 맞서 일으킨 반란 때 불렸던 고전 포크송들이 수록된 앨범이다. 원래 네 사람은 영화계에서의 활동 때문에, 계속 음악 활동을 할 생각이 별로 없었다. 그러나 <Rising of the Moon>은 지역에서 엄청난 흥행을 기록했다. 자연히 많은 사람들이 네 사람에게 파티나 퍼브(술집)에서 노래해 달라고 요청해 왔고, 이들은 계속 음악 활동을 하게 되었다. 천천히 이들은 영화보다는 음악 쪽에서 활동하는 데에 더 비중을 두게 되었고, 2집을 내려는 계획도 하게 되었다. 이 동안 리엄 클랜시는 기타를 배웠고, 토미 메이컴의 손도 회복되어 틴 휘슬과 백파이프를 연주할 수 있게 되었다. 이들은 함께 공연하면서 음악적인 기술을 발전시켜 나갔고, 이렇게 되자 이들은 패디 클랜시의 하모니카 반주에만 의존하는 엉성한 음악 그룹이 아니라, 전문성을 갖춘 음악 그룹으로 변모하게 되었다. 이들은 1959년에 2집 <Come Fill Your Glass With Us>을 내놓았다. 이 앨범은 아일랜드 술집에서 불리는 고전 포크송들이 수록된 앨범이다. 더 클랜시 브라더스 앤드 토미 메이컴이라는 이름은 이 앨범을 발매한 후에 한 클럽 주인이 붙여 준 이름이다. 한편 같은 해에, 1956년에 나온 1집도 재발매를 하였다. 1956년의 1집 앨범은 패디 클랜시의 하모니카만으로 반주하는 완성도가 떨어지는 것이었지만, 이번에는 하모니카뿐만 아니라 토미 메이컴의 틴 휘슬과 드럼반주는 물론, 외부 반주자를 통해 기타(잭 키넌(Jack Keenan)이 연주)와 하프(잭 멜러디(Jack Melady)가 연주) 반주까지 덧붙였다. 이후로 재발매되는 1집 앨범은 1956년도의 원본이 아니라, 1959년에 재발매된 앨범이다. 이 이름을 확정한 후 네 사람은 6개월간 음악 활동에 집중하기로 했다. 성공하면 음악 활동을 계속하고, 실패하면 영화판으로 돌아가기로 하였다. 이들의 활동은 성공하였고, 1961년에 《에드 설리번 쇼》라는 프로그램의 스카우트로부터 주목받게 되었다.

### 스웨터
더 클랜시 브라더스의 공연 유니폼은 흰 스웨터이다. 이 스웨터는 《에드 설리번 쇼》에 출연하기 전에 세 형제의 어머니가 아일랜드에서 보내 준 것들이었다. 스웨터는 원래 캐릭-온-수어보다 추운 뉴욕의 겨울철에 대비하기 위한 방한복으로 보낸 옷이었다. 세 형제의 어머니는 토미 메이컴을 위해서 한 벌을 더 보냈다. 매니저의 결정에 따라 이 방한용 스웨터 네 벌이 클랜시 브라더스의 유니폼으로 확정되었고, 이후 흰 스웨터는 더 클랜시 브라더스의 트레이드 마크가 되었다. 흰 스웨터의 전통은 5기는 물론, 2002년 보비 클랜시가 죽을 때까지 계속 이어졌다. 한편 패디 클랜시의 플랫캡과 리엄 클랜시의 챙 달린 베레모도 있는데, 이는 1960년대에는 착용하지 않았고, 1970년대 이후부터 착용한 것이다.

### 성공
1961년 3월 12일에 더 클랜시 브라더스는 14분 동안 《에드 설리번 쇼》에 출연하였다. TV로 방영된 이들의 공연은 미국의 초대형 음반 회사인 콜롬비아 레코드의 주목을 끌었다. 더 클랜시 브라더스는 콜롬비아 레코드와 5년간 10만 불에 계약할 것을 제안받았고, 1961년에 <A Spontaneous Performance Recording>이라는 앨범을 내놓게 되었다. 이 앨범은 미국의 유명한 가수인 피트 시거가 밴조 주자로 녹음에 참여하였으며, 브레넌 온 더 모어(Brennan on the Moor), 저그 어브 펀치(Jug of Punch), 레일리스 도터(Reilly's Daughter), 피네건스 웨이크(Finnegan's Wake), 홀 어웨이 조(Haul Away Joe), 로디 매컬리(Roddy McCorley), 포트레어지(Portlairge), 문샤이너(Moonshiner)와 같은 많은 아일랜드 곡들이 들어 있는 앨범이다. 이 곡은 1961년도 그래미 상 후보에 지명되었다. 그해에 클랜시 브라더스는 마지막 트레디션 레코드 앨범인 더 클랜시 브라더스 앤드 토미 메이컴(The Clancy Brothers & Tommy Makem)과 콜롬비아 레코드 앨범인 <Hearty and Hellish>를 내놓았다.(후자는 1962년 2월 발매)

### 국제 스타덤
1962년은 더 클랜시 브라더스 최고의 해였다. 그 해에 더 클랜시 브라더스는 뉴욕의 카네기 홀에서 역사적인 공연을 치른다. 이 공연은 전체가 모두 녹음되었으며, 일부는 몇몇 앨범을 통해 공개되었다. 전체는 2009년에 <Carnegie Hall: 1962>라는 이름으로 발매되었다. 미국 포크 음악 리바이벌 운동과 같은 여러 요소들 때문에 이들은 엄청난 흥행을 기록하였고, 1960년대 전체를 통틀어 1년에 평균 2장씩 발매된 앨범은 몇백만 부씩 팔려나갔다. 1963년에는 미국 대통령 케네디 앞에서 공연하기도 하였다. 또 이 해에 패디 클랜시는 아내와 함께 농장을 사들였다. 이후 더 클랜시 브라더스는 미국과 아일랜드를 오가며 계속 공연 활동과 음반 작업을 해 나갔다.
 1964년 북아일랜드에서 공연을 했는데, 북아일랜드의 친영파 수구 목사 겸 정치인인 이언 페이즐리(1926~)로부터 비난을 듣기도 했다. 이는 네 멤버들 모두가 가톨릭 신자이고(특히 메이컴은 북아일랜드 출신인데도 가톨릭 신자임), 패디와 톰 클랜시는 IRA 출신 독립운동가라는 것과 관련이 있다. 그러나 1960년대 후반 들어 록 음악이 인기를 끌면서 포크 음악의 인기가 예전만 못하게 되었다. 더 클랜시 브라더스를 정상의 자리에 지켜놓으려고 콜롬비아 레코드에서는 더 클랜시 브라더스의 앨범 작업에 루이스 킬런(1971년부터 74년까지 공식 멤버로 활동)을 동참시켜 콘서티나를 연주하게 하기도 하였다. 1968년 앨범인 <Sing of the Sea>가 그 예이다. 그러나 토미 메이컴 탈퇴 이전에 나온 마지막 앨범 세 장은 기타, 밴조, 하모니카, 틴 휘슬로 구성된 정통 반주 악기 밖에 다양한 현악기와 신시사이저가 너무 많이 들어갔다는 평가를 듣기도 한다.

### 변화
1968년 토미 메이컴은 자신이 지은 곡 가운데 최고 히트곡인 포 그린 필즈(Four Green Fields)를 작사 및 작곡하였다. 이 곡은 아일랜드의 민족 감정을 자극하는 곡으로, 1968년도 앨범인 <Home Boys Home>에 실려 엄청난 히트를 기록하였다. 이 해에 토미 메이컴은 1년 후 탈퇴할 것을 선언하고, 1969년에 탈퇴하였다. 별다른 불화 없는 발전적이고 우호적인 탈퇴였다. 그러나 토미 메이컴은 넷 중 가장 많은 악기를 다루는 멤버였으므로, 반주 악기에서 공백을 피할 수 없었다. 그래서 아일랜드 태생으로 역시 서로 형제인 에디 퓨리와 핀바르 퓨리가 각각 밴조 및 틴 휘슬과 일리언 파이프 연주를 위해 동참하였고, 셋째 보비 클랜시가 토미 메이컴을 대체할 멤버로 들어왔다. 1970년에 더 클랜시 브라더스는 레이블을 오디오 피델리티(Audio Fidelity)로 바꾸었다. 2기 체제에서는 앨범 2장, 3기에서는 1장이 나왔다. 보비 클랜시는 1971년에 탈퇴했다. 보비 클랜시 탈퇴 이후 더 클랜시 브라더스는 예전에 앨범 작업 때 콘서티나 반주를 맡았던 잉글랜드 출신 가수 루이스 킬런을 영입하였다. 이 때부터 리엄 클랜시도 콘서티나를 다루게 되었다. 4기 체제에서는 앨범이 모두 4장 나왔다. 그러나 더 클랜시 브라더스 멤버들은 1970년대 초반부터 함께 공연하는 일에 지쳐 있었다. 톰 클랜시는 1970년대 초반 들어 서서히 영화판으로 다시 돌아가고 있었고, 호주 투어 때 톰 클랜시가 영화 활동을 택한 것을 계기로 더 클랜시 브라더스는 1974년 결국 공중분해되었다.

### 해체 및 재결합
그룹의 공중분해를 계기로 패디 클랜시는 1963년에 사들인 농장 경영에 집중하게 되었다. 톰 클랜시는 할리우드에서 매우 활발하게 활동하였고, 많은 영화와 TV에 출연하였다. 반면 막내 리엄 클랜시는 세금과 관련된 금전적 차질 때문에 골머리를 앓고 있었다. 결국 리엄 클랜시는 파산을 신청하고 처가가 있는 캐나다로 옮겨 갔다. 거기서 리엄 클랜시는 솔로 가수로 활동했고, 막내아들 도널 클랜시는 1975년에 캐나다에서 태어났다. 이 때 역시 솔로 활동을 하고 있던 오랜 친구 토미 메이컴과 함께 한 번 공연하였고, 결국 1975년에는 공식적으로 2인조 그룹을 결성하게 되었다.

### 메이컴 앤드 클랜시
토미 메이컴과 리엄 클랜시는 1975년 마침내 더 코리스처럼 2인조 그룹으로 활동을 시작하게 되었다. 이후 두 사람은 아일랜드, 잉글랜드, 미국, 캐나다, 호주 등지를 돌며 공연하였다. 1984년에 리유니언 투어 때문에 활동을 중단했다가, 1986년 재개하여 1988년까지 활동하면서 모두 7장의 앨범과 13장의 싱글을 발매하였다. 히트 곡으로는 앤 더 밴드 플레이드 월칭 마틸다(And the Band Played Waltzing Matilda)와 레드 이즈 더 로즈(Red is the Rose)가 있다. 앤 더 밴드 플레이드 월칭 마틸다는 1976년도 아일랜드 차트 1위, 레드 이즈 더 로즈는 1979년도 아일랜드 차트 3위를 기록했다.

### 더 클랜시 브라더스 앤드 로비 오코늘
1974년 공중분해 이후 3년 만에, 패디, 톰, 보비 클랜시 형제는 함께 음악 활동을 재개하였다. 패디 클랜시는 농장을 운영하고 아이들을 양육하고 있었으며, 톰 클랜시는 영화판에서 활발하게 활동하고 있었다. 보비 클랜시는 단독으로 음악 활동을 하면서 보험 회사를 경영하고 있었다. (보비 클랜시의 가업이 보험사 경영이었다.) 리엄 클랜시도 가입을 권유받았지만 거절하였다. 리엄 클랜시는 패디와 13살, 톰과 11살 터울이었고, 더 이상 그룹의 막내동생으로 여겨지고 싶지 않았기 때문이었다. 이 터울 때문에 리엄 클랜시는 형들보다 나이 차이가 적은 토미 메이컴(3살 위)에게 더 친근감을 느꼈고, 재결성된 더 클랜시 브라더스에 가입하기를 거절하고 계속 토미 메이컴과 함께 2인조로 활동하였다. 기타 연주자가 필요했기 때문에 세 형제는 조카 로비 오코늘을 멤버로 영입하였고, 1977년에 더 클랜시 브라더스 앤드 로비 오코늘이라는 이름으로 함께 공연하기 시작하였다. 1982년에 더 클랜시 브라더스는 무려 9년 만에 새 앨범을 내놓았다. 제목은 <Clancy Brothers with Robbie O'Connell Live 1982>이다.

### 리유니언 투어
1984년에 메이컴 앤드 클랜시의 매니저는 1기 체제로 복귀해 볼 것을 제안하였다. 더 클랜시 브라더스에서 활동하고 있던 패디와 톰 클랜시는 그룹을 빠져나와 메이컴 앤드 클랜시와 다시 합쳤다. 1984년 4월 28일에 1기 멤버들은 함께 레이트 레이트 쇼(Late Late Show)라는 아일랜드 방송국의 프로그램에 출연하였다. (더 더블리너스도 함께 출연하였다.) 이들은 토미 메이컴의 고향인 키디와 클랜시 형제들의 고향인 캐릭-온-수어, 그리고 그룹이 처음 결성된 뉴욕의 그리니치 시티 등에서 공연하였다. 1984년 5월 20일 링컨 센터 공연 때에는 3000여 석의 좌석이 매진되기도 하였다. 리유니언 투어는 이듬해 1985년까지 계속되었다. 1회성 이벤트가 아니라 2년간 이어졌기 때문에, 사실상 1기 체제로 복귀한 셈이다. 이 때 나온 앨범이 1984년의 <Reunion> 앨범이다.

### 1980년대 후반
메이컴 앤드 클랜시는 1986년 1월부터 활동을 재개했고, 그 해에 마지막 앨범을 내놓았다. 1988년 메이컴 앤드 클랜시는 불화 없이 해체되었다. 두 사람은 다시 솔로 가수로 활동을 재개하였다.
1986년 패디와 톰 클랜시도 더 클랜시 브라더스 앤드 로비 오코늘 체제로의 활동을 재개하였다. 이들은 1988년에 <Tunes and Tales> 라는 앨범을 내놓았는데, 톰 클랜시가 참여한 마지막 앨범이다. 한편 리엄 클랜시는 솔로 활동을 하면서도, 때때로 로비 오코늘이 빠질 경우 오코늘을 대신하여 형들과 함께 공연하기도 하였다.

### 톰 클랜시의 사망
1990년 5월 톰 클랜시는 위암으로 진단받았다. 그 해 여름철에 톰 클랜시는 수술을 받았고, 만일의 사태를 대비하여 솔로 활동을 하고 있던 막내 리엄 클랜시가 그룹에 공식적으로 복귀하였다. (이전에는 로비 오코늘이 빠질 경우 그 대타였다.) 수술은 실패했고, 톰 클랜시는 그 해 11월 7일에 66세를 일기로 세상을 떠났다. 톰 클랜시의 유족으로는 1남 5녀가 있는데, 막내딸은 톰 클랜시가 세상을 떠날 때 2살이었다.

### 1990년대
톰 클랜시의 사망으로 더 클랜시 브라더스는 패디, 보비, 리엄 클랜시 형제와 로비 오코늘 체제로 1991년부터 새 출발을 하게 되었다. 리엄 클랜시의 공식 복귀에 힘입어 더 클랜시 브라더스는 1980년대에 비해 훨씬 더 활발하게 활동하였다. 1991년에는 아이리시 페스티벌 크루지즈(Irish Festival Cruises)에 출연하였으며, 1992년에 네 사람은 토미 메이컴과 함께 밥 딜런 데뷔 30주년 기념 행사에 참가하였다. 이 행사를 계기로 더 클랜시 브라더스는 22년 만의 스튜디오 앨범이며, 마지막 앨범인 <Older but No Wiser>를 출시하게 되었다. 이 앨범에는 밥 딜런이 지은 <웬 더 십 컴스 인>(When the Ship Comes In), 램블린 갬블린 윌리(Ramblin' Gamblin' Willie)(브레넌 온 더 모어의 패러디)라는 곡과, 로이 윌리엄슨이 지은 스코틀랜드 국가인 <플라워 어브 스코틀랜드>가 들어 있다. 또 리엄 클랜시의 막내아들 도널 클랜시가 앨범 작업에 참여하기도 했다. 한편 이 해에, 1기 체제에서 녹음된 곡들 가운데 아직 앨범으로 발매되지 않은 곡 30여 곡을 모은 <Ain't It Grand, Boys>라는 앨범도 발매되었다.

그러나 아이리시 페스티벌 크루지즈 때문에 더 클랜시 브라더스는 금전 관련 분쟁을 겪게 되었다. 1996년 리엄 클랜시와 로비 오코늘은 과거의 메이컴 앤드 클랜시처럼 2인조 그룹을 결성하기로 결정하였다. 이들은 1996년 2월에 미국, 3월에는 아일랜드에서 고별 공연을 하였고, 3월의 고별 공연은 비디오로 발매되기도 하였다.

### 에디 딜런과 클랜시, 오코늘 앤드 클랜시
1996년의 고별 투어 이후로도 패디, 보비 클랜시는 보비의 아들 핀바와 함께 3인조로 계속 공연을 했다. 1997년 초에는 미국 보스턴에 근거지를 둔 미국 가수 에디 딜런(Eddie Dillon)이 합류했다. 2인조 그룹을 결성한 리엄 클랜시와 로비 오코늘은 리엄 클랜시의 막내아들 도널 클랜시와 함께 클랜시, 오코늘 앤드 클랜시(Clancy, O'Connell and Clancy)를 결성하였다. 이들은 1997년과 1998년에 각각 앨범 한 장씩을 발매하였다. 1999년 세 사람의 거주지가 아일랜드(리엄 클랜시), 매사추세츠주(로비 오코늘), 뉴욕주(도널 클랜시)로 갈라지면서 이들은 '풀 타임 그룹의 중단'(quits as a full time group)을 선언하게 되었다. (사실상 해산이었다.) 이들은 이후 가끔씩 함께 공연하기는 하였다.

### 패디 클랜시의 사망
1998년 패디 클랜시는 뇌종양과 폐암 진단을 받았다. 뇌종양 수술은 성공했지만 폐암 수술은 실패했다. 패디 클랜시는 그 해 11월 11일에 캐릭-온-수어에서 세상을 떠났다. 리엄 클랜시, 로비 오코늘, 도널 클랜시는 11월 미국 투어 도중 시간을 내 패디 클랜시의 장례식에 참석하였고, 활발하게 솔로 활동을 하고 있던 토미 메이컴도 조문을 왔다.

### 더 클랜시 브라더스 해체 이후
보비 클랜시, 핀바 클랜시, 에디 딜런은 이후 보비 클랜시가 2002년에 특발성 폐섬유증으로 사망할 때까지 함께 공연하였다. 보비 클랜시는 1999년 특발성 폐섬유증 진단을 받았고, 이후 호흡 곤란 때문에 서서는 공연할 수 없어서, 세 사람 모두 앉아서 공연하게 되었다. 2000년에는 살아서 음악 활동을 하고 있는 클랜시 가족들이 모두 함께 밀워키 페스티벌(Milwakke Festival)에 출연하여 함께 공연했다. 이 때 함께 공연한 사람은 보비 클랜시와 딸 이파 클랜시 및 핀바 클랜시, 리엄 클랜시와 아들 도널 클랜시, 로비 오코늘, 에디 딜런이다. 2001년 말 보비 클랜시의 특발성 폐섬유증은 더욱 악화되었고, 2002년 3월에는 핀바 클랜시와 에디 딜런 둘만 공연하게 되었다. 2002년 2월에 리엄 클랜시를 주인공으로 한 미국 TV 프로그램 <The Mountain of the Women: Memoirs of an Irish Troubadour>에 출연한 보비 클랜시는, 2002년 9월 6일에 75세를 일기로 특발성 폐섬유증으로 세상을 떠났다. 에디 딜런과 핀바 클랜시는 미국에서 듀엣으로 몇 년간 더 활동하다가, 핀바 클랜시가 아일랜드로 귀국한 이후 에디 딜런은 단독 활동을 계속하고 있고, 핀바 클랜시는 4인조 남성 그룹인 더 하이 킹스(The High Kings)를 결성하여 지금까지 활동하고 있다.
리엄 클랜시는 이후에도 계속 단독으로 공연 활동을 하였고 앨범을 발매하였으며, 2005년 70세 생일을 맞아 더 더블리너스의 로니 드루, 패디 레일리 같은 유명 가수들과 함께 공연하기도 하였다. 리엄 클랜시는 2008년에 마지막 앨범을 냈고, 2009년 12월 4일에 셋째형 보비 클랜시와 같은 병으로, 74세를 일기로 세상을 떠났다. 토미 메이컴은 오랫동안 폐암을 앓았는데, 암 진단을 받고 나서도 죽기 직전까지 공연과 음반 작업을 계속하였다. 토미 메이컴은 2007년 8월 1일에 74세를 일기로 세상을 떠났다.
1971년부터 1974년까지 멤버였던 루이스 킬런은 1974년의 1차 해체 직후에도 미국에서 계속 공연을 하며 앨범을 내다가, 현재는 잉글랜드로 귀국하여 거기에서 계속 활동을 하고 있다. 토미 메이컴의 아들들인 셰인 메이컴(1967~), 코너 메이컴(1968~), 로리 메이컴(1969~) 세 형제는 1992년에 더 메이컴 브라더스(en:The Makem Brothers)라는 이름으로 1집을 냈다. 2004년에는 역시 서로 형제인 리엄 스페인, 미키 스페인 형제가 합류하였고, 이듬해에는 더 메이컴 앤드 스페인 브라더스(The Makem and Spain Brothers)로 이름을 바꾸어 현재까지 활동하고 있다. 토미 메이컴이 살아 있을 때는 함께 공연하기도 하였으며, 서로 앨범 작업을 도와 주기도 하였다. 1999년 이후 솔로 활동을 하고 있던 로비 오코늘과 도널 클랜시, 보비 클랜시의 딸 이파 클랜시는 2006년에 더 클랜시 레거시(The Clancy Legacy)를 결성하였고 지금까지 활동하고 있으며, 도널 클랜시는 다누(Danu)라는 그룹의 멤버이기도 하다. 매년 6월에 클랜시 형제들의 고향인 캐릭-온-수어에서는 더 클랜시 브라더스의 업적을 기념하기 위해 더 클랜시 브라더스 페스티벌이 3일간 개최되고 있다.

## 디스코그래피

### 1기
트래디션 레코드

The Rising of the Moon (or Irish Songs of Rebellion) (1956년 첫 발매, 1959년 재녹음 발매)

Come Fill Your Glass with Us (or Irish Songs of Drinking and Blackguarding) (1959)

The Clancy Brothers and Tommy Makem (self-titled) - (1961)

콜롬비아 레코드

A Spontaneous Performance Recording (1961)

Hearty and Hellish! A Live Nightclub Performance (1962)

The Boys Won't Leave the Girls Alone (1962)

In Person at Carnegie Hall (1963) 

The First Hurrah! (1964)

Recorded LIVE in Ireland (1965)

Isn't It Grand, Boys (1966)

Freedom's Sons (1966)-부활절 봉기 50주년 기념 앨범이다.

The Irish Uprising (1966)

In Concert (1967) 

Hearty And Hellish (1967) 

Home, Boys, Home (1968)

Sing of the Sea (1968)

The Bold Fenian Men (1969)

### 2기
콜롬비아 레코드

Christmas - CD로 재발매 (1969)

Flowers in the Valley (1970)

오디오 피델리티 레코드

Welcome to Our House (1970)

### 3기
오디오 피델리티 레코드

Show Me The Way (1972)

Save the Land! (1972)

Live on St. Patrick's Day (1973)

뱅가드

Clancy Brothers Greatest Hits (1973)

### 4기
The Clancy Brothers Live - 뱅가드 (1982)

Tunes n Tales of Ireland - 포크 이어러 레코드(1988)

### 5기
Older But No Wiser - 뱅가드 (1995)

### 1969년 이후에 나온 1기 앨범
Reunion (1984) - 1기 멤버들의 리유니언 투어 기간에 나온 앨범이다. 

Ain't It Grand Boys (1995) - 1기 멤버들이 녹음한 곡들 가운데 발매되지 않았던 곡들을 모아서 5기 체제이던 1995년에 발매한 앨범이다. 

In Person At Carnegie Hall : The Complete 1963 Concert (2009) - 1963년에 발매된 <In Person At Carnegie Hall> 앨범은 카네기 홀 콘서트의 일부만이 다른 날(1962년 11월) 같은 장소에서 공연한 두 곡(The Juice of the Barley, Oro Se Do Bheatha Bhaile)과 함께 들어 있는 앨범이다. 콜롬비아 레코드 사에서 나머지 곡들까지 다 모으고, 1962년도에 녹음된 두 곡도 뒤에 덧붙여서 2009년에 발매하였다. 

Carnegie Hall : 1962(2009) : 1962년 11월에 카네기 홀에서 공연한 곡들 가운데, 이듬해에 The Juice of the Barley, Oro Se Do Bheatha Bhaile 두 곡이 <In Person At Carnegie Hall> 앨범에 포함되어 발매되었는데, 그 공연 전체를 역시 콜롬비아 레코드 사에서 2009년에 발매하였다. 1963년도 공연을 녹음한 것과 달리, 디지털로만 발매되었다. 

### 메이컴 앤드 클랜시 디스코그래피
Tommy Makem and Liam Clancy (1976)

The Makem & Clancy Concert (1977)

Two for the Early Dew (1978)

The Makem and Clancy Collection (1980)

Live At The National Concert Hall (1983)

We've Come A Long Way (1986)

### 클랜시, 오코늘, 앤드 클랜시 디스코그래피
Clancy, O'Connell & Clancy (1997)

The Wild And Wasteful Ocean (1998)